# ECM Real Estate Investments

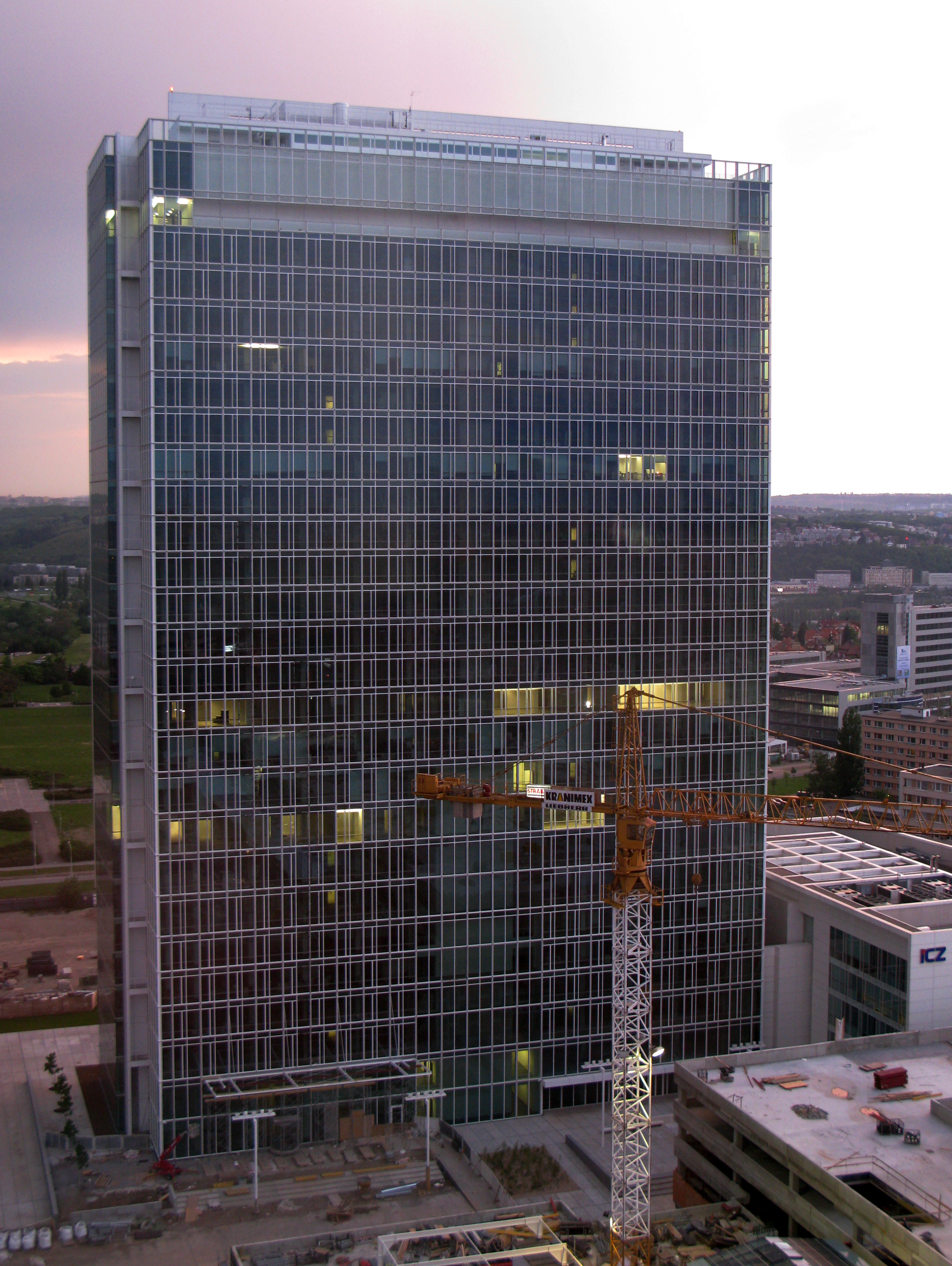
City Tower v Praze

ECM REAL ESTATE INVESTMENTS A.G. (dále jen ECM REI) je developerská firma se sídlem v Lucembursku. Zabývá se projektováním a výstavbou komerčních a rezidenčních nemovitostí, a to hlavně v ČR. Majoritním majitelem je Milan Janků.
Vlastnila například výškové budovy City Tower a City Empiria na pražské Pankráci. Plánovala zde výstavbu bytového domu Epoque o výšce 104 metrů (projekt realizuje lucemburská skupina Aceur Investment pod názvem V Tower).
Akcie společnosti ECM REI byly zařazeny na pražské burze do segmentu SPAD (ISIN LU0259919230) a byly také součástí indexu PX.
Dne 30. září 2010 ECM REI neuhradila úrok z korunových dluhopisů (ISIN CZ0000000211) a o měsíc později na ni Burzovní společnost pro kapitálový trh, a.s. podnikatele Pavla Sehnala podala insolvenční návrh. ECM REI označila insolvenční návrh za bezpředmětný a věřitel ho následně vzal zpět.
8. dubna 2011 podala Česká spořitelna insolvenční návrh spojený s návrhem na povolení reorganizace. Jan Sváček, předseda Městského soudu v Praze, jmenoval 23. května 2011 insolvenčním správcem Ivo Halu, ke stejnému dni byl zjištěn úpadek dlužníka. 20. července 2011 uvalil Městský soud v Praze na firmu konkurs.